# 엘랄티탄

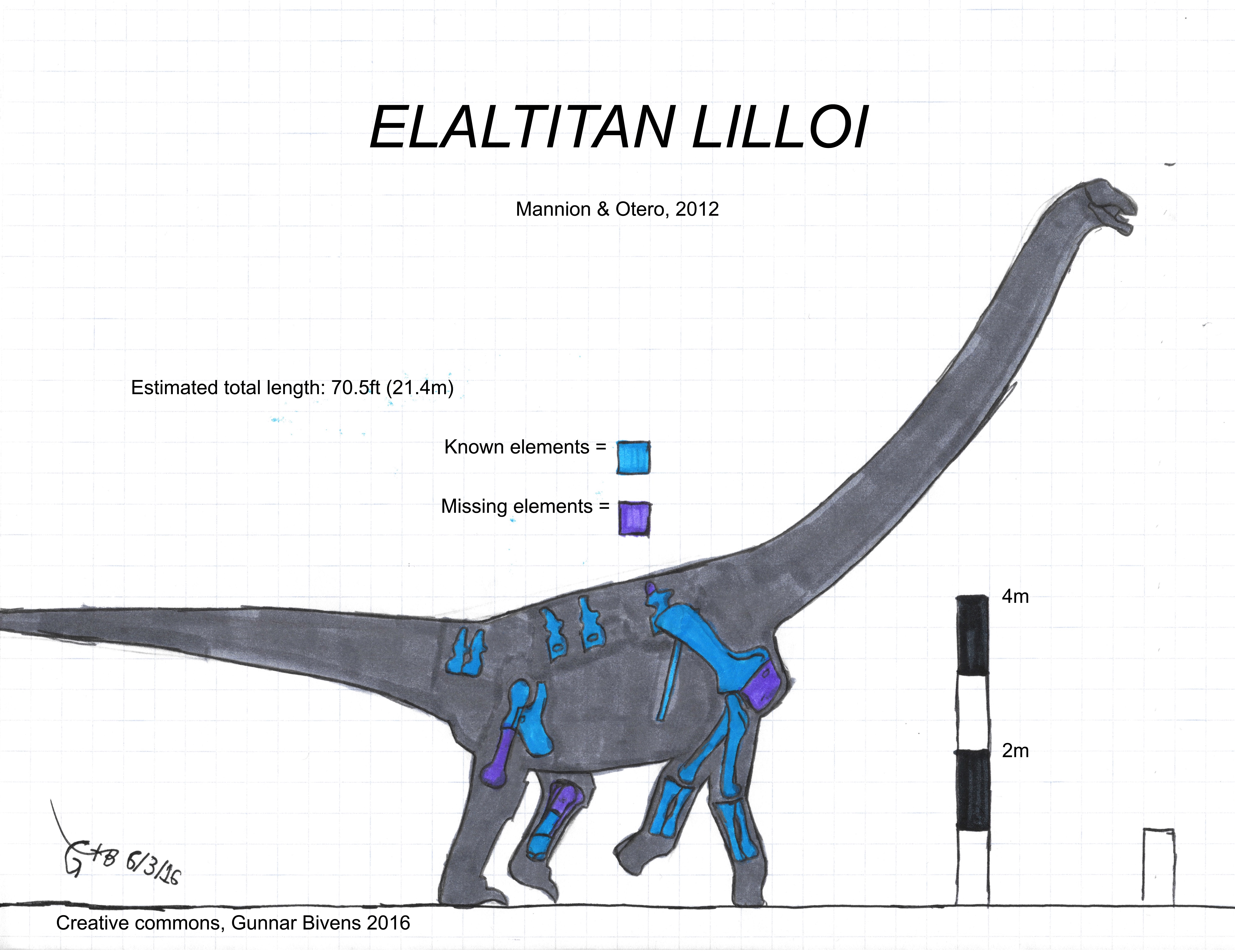

엘랄티탄(Elaltitan)은 백악기 후반에 현재의 남아메리카 대륙에서 서식한 거대 용각류 중 한 종류이며, 용반목 - 티타노사우루스류에 속하는 공룡이다. 전체 몸길이는 약 22m 정도 되며 체중은 40톤 정도 되었을 것으로 추정된다.